# Ентиат
Ентиат (на английски: Entiat) е град в окръг Шълан, щата Вашингтон, САЩ. Ентиат е с население от 957 жители (2000) и обща площ от 5 km². Намира се на 244 m надморска височина. ЗИП кодът му е 98822, а телефонният му код е 509.